# Plagiognathus arbustorum
Espèce
Plagiognathus arbustorum est une espèce d'insectes hémiptères hétéroptères (punaises) de la famille des Miridae.
Insecte très commun, long d'environ 4 mm, de couleur variable, on le rencontre surtout sur les orties.

## Galerie

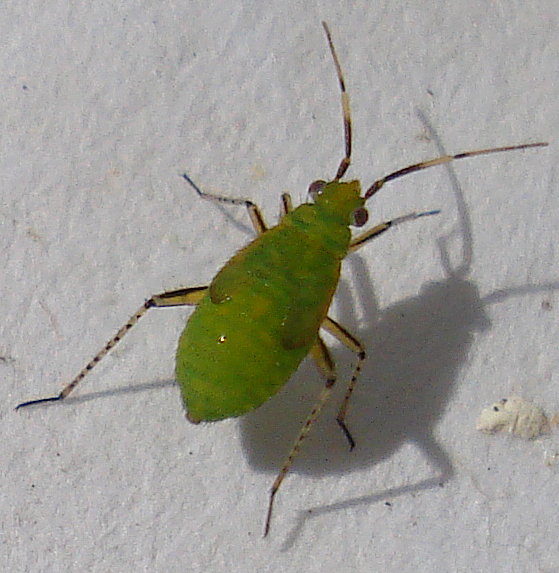
Nymphe
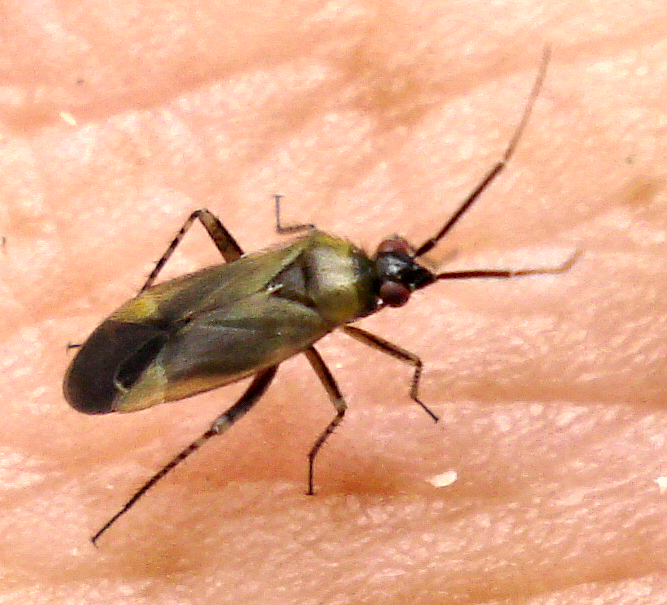
Imago